# Город (фильм)
«Город» — советский художественный фильм, снятый режиссёром Александром Бурцевым. Фильм повествует о художнике, отправившемся в Ленинград и мечтающем поступить в Академию художеств. Первая самостоятельная работа режиссёра. В изначальном варианте в фильме играл Виктор Цой.
Фильм посвящён Александру Башлачёву.

## Сюжет
Владимир Саврасов, житель города Кокчин (провинциальный выдуманный город), главный герой картины, прощается со своими друзьями и, полный оптимизма, отправляется поступать в Ленинград. Через друга отца он устраивается на работу в «Трест». Там он знакомится с Алевтиной, которая по счастливой случайности связана с артистической богемой города. Та, в свою очередь, оценила творчество художника как «гавеное», попутно выпивая вино и слушая песни Юрия Шевчука.
У Володи и Рыжова, ухажёра Алевтины, возникает конфликт. Главный герой узнаёт, что общается она с этим человеком только из-за материальных благ, к тому же она устала жить в общежитии и всеми силами хочет хорошо устроиться в городе, с квартирой и машиной. Алевтина приглашает Володю на концерт группы «Аквариум». В туалете подруга предлагает Алевтине поработать валютной проституткой. Борис Гребенщиков исполняет на концерте песню «Королевское утро». У Алевтины и Володи созревает роман. Саврасов приглашает к себе художника Шагина, чтобы тот оценил другие его картины. Во время прогулки у героев завязывается беседа о природе Ленинграда.
```
Понимаешь, браток, те дворы, они такие старые, столько людей здесь выросло, столько было всего, что вроде их и не строил никто. Так они и были всегда... как часть природы. Такая городская природа. Понимаешь? Посмотри. Это нам стало ближе, чем деревья. Они даже живей, чем мы. Понимаешь? Ты на них смотришь, а они тебя рассматривают... Рассматривают, думают себе чего-то. Да ты приглядись. А ещё кажется, что раньше, когда всё это было новым, то была здесь другая какая-то необычайно красивая жизнь. И люди были получше, чем мы с тобой...
```

Шагину всё так же не нравятся абстрактные картины Володи, ему больше по душе серые, реалистичные пейзажи Петербурга. Увлёкшись проституцией, Алевтина бросает Саврасова и просит «его больше не приходить». Её не устраивает бесперспективная жизнь жены художника. Владимиру снится сон, где он со своими друзьями из Купчина узнаёт о постановлении, что «все равны» и они могут выставляться где захотят. Происходят гуляния, песни, танцы. Юрий Шевчук исполняет «песню невесёлую». Алевтина снова рядом. Герой просыпается и понимает, что жизнь куда суровей. Ему приходится подрабатывать уличным художником, чтобы подзаработать и «набить руку». Случайно натыкается на Алевтину, внешний вид которой говорит о полном достатке, но знакомство поддерживать она не намерена.
Саврасов рисует арку Новой Голландии, когда у него завязывается разговор с незнакомцем, который «любит попить пива» на крыльце Дворца Великой княгини Ксении Александровны. Главный герой уже не такой доброжелательный и позитивный, как был в начале фильма, говорит довольно холодно, но это не мешает обсудить здешние виды.
```
Если бы у меня был хоть маленький талант, как бы я хотел выразить потрясающую красоту плоти этого города. Не парадный петербургский пейзаж, а плоть. Это руинного типа кружево, почти всегда сырое от дождей или запорошённое снегом.
```

```
Лиловое небо над городом Петроградом.
Выдался немилосердно холодный вечер.
Ограды и вздрагивающая грусть парадных,
Водой канала раздробленные свечи.
Уйти из города. Навсегда наскучил
Домами, делами, присутственными местами,
А в сердце — бездна и как хлеб насущный
Бездонное небо над зданиями и поездами.
```

```
Чувствуете? Конечно, чувствуете. В этот город просто так не приедешь. Город сам выбирает людей. И они приезжают сюда даже со всего света, остаются здесь и умирают. А некоторые продолжают жить вечно.
```

Картина заканчивается на подготовке его нового полотна. Герой усвоил пережитый опыт и пересмотрел своё отношение к Петербургу.

## Производство
Фильм имеет две версии — 1988 и 1990 года. В 1988 году фильм был дипломной работой Александра Бурцева во ВГИКе. В изначальной версии фильма должен был сниматься Александр Башлачёв, но он погиб в день съёмок. Тогда Борис Гребенщиков посоветовал взять на роль Виктора Цоя. Именно в версии 1988 года его можно увидеть. Под крылом творческого объединения «Интердет» у них появилась возможность снять окончательную версию картины, однако к этому времени Виктора Цоя уже не было в живых. Борис Гребенщиков сказал: «Ты знаешь, я терпеть не могу Юрия Шевчука, потому что он меня терпеть не может. Но думаю, что это может быть только Шевчук». Было решено взять на роль Юрия Шевчука.

## В ролях
| Актёр              | Роль                                |
| ------------------ | ----------------------------------- |
| Игорь Агеев        | Саврасов                            |
| Елена Ковалёва     | Алевтина                            |
| Дмитрий Шагин      | Шагин                               |
| Юрий Шевчук        | в роли самого себя                  |
| Виктор Цой         | в роли самого себя (версия 1988 г.) |
| Алексей Зубарев    | Флореныч                            |
| Станислав Рагузин  | Рыжов                               |
| Николай Никитин    | москвич                             |
| Владимир Кравченко | Бородатый                           |
| Виктор Тихомиров   | портретист                          |
| Владимир Шинкарев  | в роли самого себя                  |

### В эпизодах
| Актёр                | Роль        |
| -------------------- | ----------- |
| Андрей Краско        | провожающий |
| Сергей Парапанов     | провожающий |
| Владимир Юрьев       | провожающий |
| Юрий Дружинин        | старик      |
| Валентина Коновалова | путана      |
| Валерий Филонов      | погребной   |
| Галина Сабурова      | вахтёрша    |
| Михаил Щитинин       | слесарь     |
| Алёна Малиновская    | проводница  |
| Михаил Сапего        | поэт        |
| Степан Юров          | системщик   |
| Изабелла Чирикова    | уборщица    |
| Дарья Шпаликова      | Клава       |
| Эвелина Блёданс      |             |
| А. Бычков            |             |
| В. Маркин            |             |
| А. Митин             |             |
| А. Горяев            |             |
| В. Голубев           |             |
| В. Курак             |             |
| Н. Лапина            |             |

## Съёмочная группа
- Авторы сценария: Виктор Тихомиров, Владимир Шинкарев
- Кинорежиссёр-постановщик: Александр Бурцев
- Кинооператор-постановщик: Сергей Некрасов
- Музыка: ансамбль «Аквариум»
- Дирижёр: Борис Гребенщиков